# Železniška proga Pragersko–Središče–d. m.
Železniška proga Pragersko–Središče–državna meja je ena izmed železniških prog, ki sestavljajo železniško omrežje v Sloveniji.
Začetna železniška postaja je Pragersko, medtem ko je končna Središče. Proga prečka tudi železniški mejni prehod Središče.